# Витимканское сельское поселение
Се́льское поселе́ние «Витимканское» (бур. Витимканын hомон) — муниципальное образование в Баунтовский эвенкийском районе Бурятии Российской Федерации.
Административный центр — посёлок Варваринский.

## История
Статус и границы сельского поселения установлены Законом Республики Бурятия от 31 декабря 2004 года № 985-III «Об установлении границ, образовании и наделении статусом муниципальных образований в Республике Бурятия»

## Население
| 2002 | 2011 | 2012 | 2013 | 2014 | 2015 | 2016 |
| ---- | ---- | ---- | ---- | ---- | ---- | ---- |
| 404  | ↘165 | ↘159 | ↘158 | ↘150 | ↘148 | ↘137 |
| 2017 | 2018 | 2019 | 2020 | 2021 | 2023 | 2024 |
| ↗138 | ↘136 | ↘132 | ↗140 | ↘116 | ↘115 | ↘109 |

## Состав сельского поселения
| № | Населённый пункт | Тип населённого пункта          | Население |
| - | ---------------- | ------------------------------- | --------- |
| 1 | Варваринский     | посёлок, административный центр | ↘162      |
| 2 | Карафтит         | посёлок                         | ↘4        |